# Blanka Bohdanová
Blanka Bohdanová (4. března 1930 Plzeň – 3. října 2021 Praha) byla česká herečka, malířka a výtvarnice, divadelní pedagožka, členka činohry Národního divadla v Praze, nositelka Ceny Thálie, držitelka cen Františka Filipovského (1996, 1997) za dabing. V Národním divadle v Praze v průběhu 50 let vystoupila ve více než 80 rolích.

## Život
Už od svého dětství hrála divadlo a toužila také po výtvarném studiu na keramické škole, nicméně z důvodů rodičovských obav v průběhu druhé světové války vystudovala plzeňskou Obchodní akademii. Po válce odešla studovat činoherní herectví do Brna na Divadelní fakultu Janáčkovy akademie múzických umění. Po absolutoriu v roce 1951 své první divadelní angažmá strávila v oblastním východočeském divadle v Pardubicích (1951–1957), poté přesídlila do Prahy, kde hrála nejprve v Městských divadlech pražských (1957–1960) a později v Divadle E. F. Buriana. V letech 1966–2010 byla členkou Činohry Národního divadla v Praze. Herectví také vyučovala na pražské konzervatoři. V roce 1985 obdržela titul zasloužilá umělkyně. Věnovala se též malířství a grafice, své práce pravidelně vystavovala nejen na mnoha místech České republiky, ale i v zahraničí.[zdroj?] Se svým druhým manželem Vladimírem Kavčiakem měla syna Vlada Bohdana (* 1972).

## Filmografie

### Filmy
- 1958 Občan Brych – Ria
- 1959 Kruh – prodavačka
- 1959 Romeo, Julie a tma – Kubiasová
- 1959 Velká samota – Anna Malcová
- 1960 Tři tuny prachu – Frágnerová
- 1961 Jarní povětří – Zorka
- 1961 Pouta – Sylva
- 1962 Horoucí srdce – Johana Mužáková
- 1964 Obžalovaný – novinářka
- 1965 Hrdina má strach – Svatava
- 1968 Čest a sláva – Kateřina
- 1968 Ta třetí – Jarmila Pátková
- 1970 Nahota
- 1981 Křtiny – Čirůvková
- 1982 Když rozvod, tak rozvod – Dolejšová
- 1982 Neúplné zatmění – rehabilitační sestra
- 1982 Vinobraní – paní Eva
- 1984 Poklad hraběte Chamaré – hraběnka
- 1986 Velká filmová loupež
- 1994 Jak si zasloužit princeznu – chůva
- 1994 Štace (studentský film)

### Televize
- 1963 Maškaráda – Nina
- 1965 Odcházeti s podzimem
- 1966 Úzkost
- 1966 Evženie Grandetová – titulní role
- 1968 Svět je báječné místo k narození
- 1969 Bellevue – Krausová
- 1974 30 případů majora Zemana (TV seriál) epizoda Křížová cesta – Dr. Koterová
- 1975 Moje sestra je cvok
- 1976 Krása
- 1978 Paví král
- 1978 Svatební košile – vypravěčka
- 1980 Příliš mladí na lásku – matka Veselá
- 1981 Mezičas – Horáčková
- 1981 Zahrada dětí
- 1982 Červánková královna – hlas Květiny
- 1982 Doktor z vejminku (TV seriál) – Marie Loucká
- 1983 Moje srdcová sedma (TV seriál)
- 1983 My všichni školou povinní (TV seriál) – Iva Lamačová
- 1983 Síť na bludičku – Hendersonová
- 1983 Tažní ptáci – lékařka
- 1984 Chytrá princezna – dáma
- 1985 Třetí patro (TV seriál) – matka Slámová
- 1986 Hvězdy nad Syslím údolím (TV seriál)
- 1986 O rybáři a rybce – Nina Ivanovna
- 1987 Jak se princ učil řemeslu
- 1987 Ryba ve čtyřech – Klementýna
- 1987 Viktor Veliký (TV film)
- 1988 Jen ty a já
- 1988 Zlý věk
- 1989 Naděje má hluboké dno
- 1989 O podezíravém králi – královna Viktorie
- 1993 In flagranti
- 1993 Pomalé šípy (TV seriál) – Jitka Matějková
- 1994 Noční stráž
- 1994 Zapomenuté tváře – Claudie
- 1995 Hříchy pro diváky detektivek (TV seriál)
- 1995 Život na zámku (TV seriál) – Moudrá
- 1996 Lékárníkových holka (TV seriál) – hraběnka Moewenbergerová
- 1996 Manželská tonutí (TV cyklus) Nejsem líná, jsem chudokrevná
- 1996 O kováři Básimovi
- 1997 Čas jeřabin – profesorka
- 1997 Vánoční svátky
- 1999 Hotel Herbich (TV seriál) – Ada
- 2001 Ta třetí
- 2004 Tři dámy s pistolí – Elli
- 2005 Náves (TV seriál) – Blanka Křepelková
- 2005 Rána z milosti
- 2008 Aljona – Richardova matka
- 2010 Bastardi – učitelka Rýznarová

### Dabing
- 1959 Někdo to rád horké – Sugar
- 1960 Cirkus jede – tanečnice Eva
- 1962 Pevnost na Rýně – barmanka
- 1966 Velký flám – Germaine
- 1967 Dita Saxová – Dita Saxová
- 1972 Akce Bororo – Fričová
- 1978 Cikáni jdou do nebe - Rada
- 1982 Já, Claudius (dabing ČST) – Livia
- 1988 Ginger a Fred – Amelia Bonetti / Ginger
- 1989 Řidič slečny Daisy – Daisy Werthanová

## Rozhlasové hry
- 1986 Theodore Dreiser: Americká tragédie,  dvoudílná četba na pokračování, Československý rozhlas Praha: dramatizace: Jan Strejček, překlad: Jiří Valja a Zdeněk Urbánek, hudba:Vladimír Popelka, režie: Jiří Horčička. Osoby a obsazení: Clydův průvodce (Viktor Preiss), Clyde Griffiths (Svatopluk Skopal), Roberta Aldenová (Helena Friedrichová), Sondra Finchleyová (Jarmila Švehlová), Samuel Griffiths (Rudolf Hrušínský), Gilbert Griffiths (Pavel Soukup), Mason, prokurátor (Eduard Cupák), Belknap, obhájce (Miroslav Moravec), Jephson, obhájce (Vladimír Brabec), matka (Blanka Bohdanová), a další.
- 1994 Milan Navrátil na motivy arabské pohádky: O rybáři a člověku z moře, účinkovali: Blanka Bohdanová (vypravěčka), Jan Vlasák, Petr Štěpánek, Jaroslav Satoranský, Stanislav Fišer, Vladimír Brabec, Sylva Turbová, Miroslava Pleštilová, Jiří Holý a Jiří Šrámek. Režie: Maria Křepelková[5]
- 2009 Noëlle Châtelet: Žena Vlčí mák (La femme coquelicot), dramatizace v Českém rozhlasu, překlad: Jaromír Janeček, rozhlasová úprava a režie Lída Engelová, dramaturg Hynek Pekárek. Hrají: Blanka Bohdanová a Lída Engelová.[6]
- 2018 Friedrich Dürrenmatt: Návštěva staré dámy, přeložil Jiří Stach, rozhlasová úprava a dramaturgie Martin Velíšek, hudba Jakub Kudláč, režie Natália Deáková. Účinkují: Blanka Bohdanová (Claire), František Němec, Viktor Preiss, Jiří Lábus, Marie Málková, Martin Zahálka ad.